# Acrolophus cleptica
Acrolophus cleptica är en fjärilsart som beskrevs av Walsingham 1914. Acrolophus cleptica ingår i släktet Acrolophus och familjen Acrolophidae. Inga underarter finns listade i Catalogue of Life.